# 赤碕町
赤碕町（あかさきちょう）は、かつて鳥取県の中部に存在した町である。東伯郡に属した。
2004年（平成16年）9月1日に合併により琴浦町となった。
町役場は琴浦町役場分庁舎として使用されたが、後に移転した。本項では町制施行前の名称である赤崎村（あかさきむら）についても述べる。

## 歴史
- 1889年（明治22年）10月1日 - 町村制施行により、八橋郡赤崎宿・松谷村・別所村の区域をもって赤崎村が発足。
- 1896年（明治29年）3月29日 - 赤崎村の所属郡が東伯郡に変更。
- 1900年（明治33年）3月27日 - 赤崎村が町制施行して赤碕町となる。
- 1914年（大正3年）11月1日 - 大字赤碕町を赤碕に「赤碕町大字○○村」から大字の「村」を削除し、「赤碕町大字○○」と改称[2]。
- 1954年（昭和29年）1月1日 - 成美村・安田村・以西村と合併し、改めて赤碕町が発足。
- 2004年（平成16年）9月1日 - 東伯町と合併して琴浦町が発足[1]。同日赤碕町廃止。

## 教育

### 小学校
- 赤碕町立赤碕小学校
- 赤碕町立成美小学校[3]
- 赤碕町立安田小学校[3]
- 赤碕町立以西小学校[3]

### 中学校
- 赤碕町立赤碕中学校

## 交通

### 鉄道
- JR山陰本線 赤碕駅

### 道路
- 町内を通る高速道路はない。
- 町内を通る一般国道：国道9号
- 町内を通る県道
  - 鳥取県道30号赤碕大山線
  - 鳥取県道34号倉吉赤碕中山線
  - 鳥取県道267号大栄赤碕線
  - 鳥取県道268号赤碕港線
  - 鳥取県道278号下市赤碕停車場線（現：鳥取県道329号淀江琴浦線）
  - 鳥取県道289号船上山赤碕線
  - 鳥取県道503号赤碕東郷自転車道線
- 道の駅：ポート赤碕

### 港湾
- 赤碕港

## 娯楽
- 成美館（〜昭和30年代） - 映画館[4]。

## 名所・旧跡・観光スポット・祭事・催事
- 船上山
- 河本家住宅 - 国の重要文化財。県民の建物100選。
- 神崎神社 - 拝殿の彫刻が鳥取県指定保護文化財[5]。
- 船上山さくら祭り
- 波止のまつり